# Luca di Paolo da Matelica
Luca di Paolo da Matelica (né à Matelica, entre 1435 et 1441 et mort dans la même ville en 1491) est un peintre italien, essentiellement actif dans sa ville natale située dans la province de Macerata (Marches)

## Biographie
Les quelques détails connus de sa vie n'ont été recueillis que depuis 2001 grâce aux études d'Alberto Bufali et Sabina Biocco . Les premiers documents attestant la présence de Luca di Paolo remontent à 1455, lorsque, orphelin, avec son frère, il fut placé sous la protection de son oncle. 
L'ancien polyptyque Pugin de 1460, une œuvre qui avait trouvé sa place dans la collection d'Augustus Welby Pugin à Derby, en Angleterre, est attribué à cet artiste. 
Lui est aussi attribué un panneau d'un polyptyque, autrefois attribué à Francesco di Gentile (1470-1490), représentant sainte Catherine et saint Michel Archange, de la collection de Sir George Sitwell. 
La dernière œuvre datée de Luca di Paolo est le panneau  de la Vierge à l'Enfant en gloire entre saint Jérôme et saint François (1488) conservé  au musée du Petit Palais à Avignon . 
Le peintre fait son testament le 6 mars 1490 et meurt probablement avant le 15 janvier 1491. 
Il a peut-être eu des contacts avec Carlo Crivelli ou Niccolò di Liberatore. 

## Œuvres principales

### Œuvres datées
- Crucifixion, 1462, collection privée, Londres .
- Saint Sébastien et disciples (recto), Pietà et disciples (verso), vers 1470-1475, Galerie nationale d'Ombrie, Pérouse .
- Annonciation et Le Père éternel (recto), Vierge adorant l'Enfant et le Christ de pitié (verso), vers 1470-1475, Galerie nationale d'Ombrie, Pérouse.
- Annonciation de la Vierge et de l'Éternel (recto), Saint Sébastien entre les saints Dominique et Antoine abbé et saint Jean-Baptiste (verso), vers 1485-1490, Pinacoteca di Brera, Milan.
- La Vierge à l'Enfant, saint François et saint Bernardin en gloire ; Histoires de prédelles de saint Bernardin, 1470, Église Saint-François, Matelica.
- Saint Jean-Baptiste, vers 1475, Musée national du Palais de Venise, Rome.
- Crucifixion, Saint Adrien, Nativité, Martyre de saint Barthélemy, Adoration des mages (réalisé avec Lorenzo d'Alessandro), triptyque, vers 1475, Musée Piersanti, Matelica.
- Deux Anges en prière, vers 1475-1480, Galerie nationale d'art ancien, Rome.
- Crucifixion, huit histoires de l'invention de la Croix et deux groupes de flagellants, 1481-1488, Museo Piersanti, Matelica.
- Vierge à l'Enfant couronnée par des anges entre saint Augustin et sainte Catherine d'Alexandrie, vers 1465-1470, Fondation Ivan Bruschi - Banca Etruria, Arezzo.
- Vierge de l'Annonciation, ch.1465-1470, collection privée.
- Vierge à l'Enfant dans la gloire entre saint Jérôme et saint François, 1488, Musée du Petit Palais, Avignon.

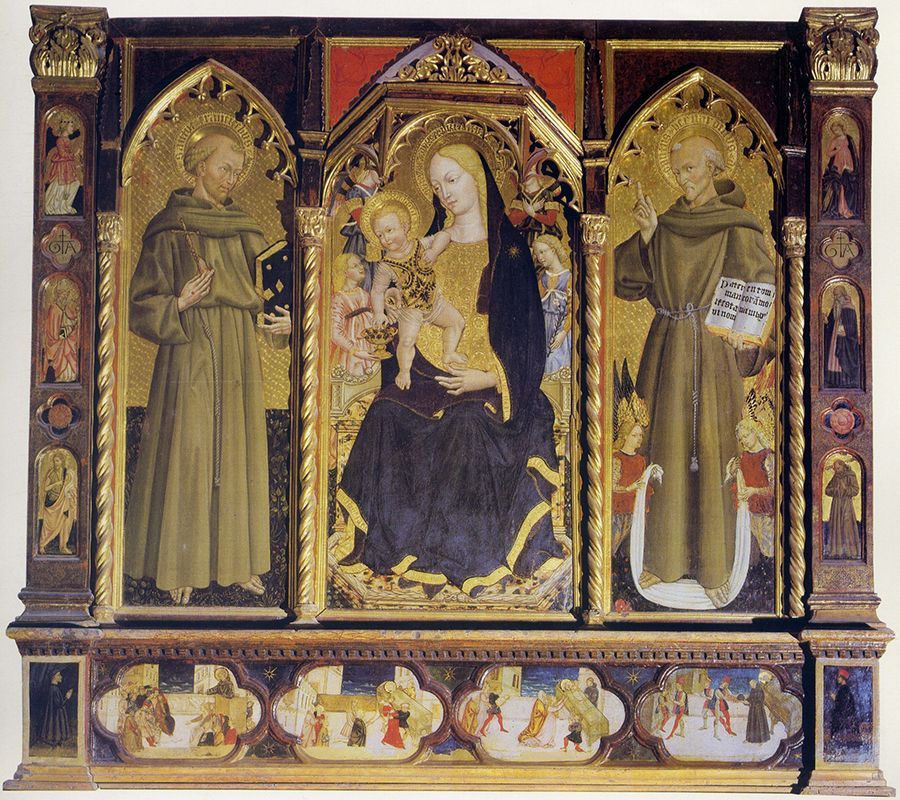
Triptyque Attucci.
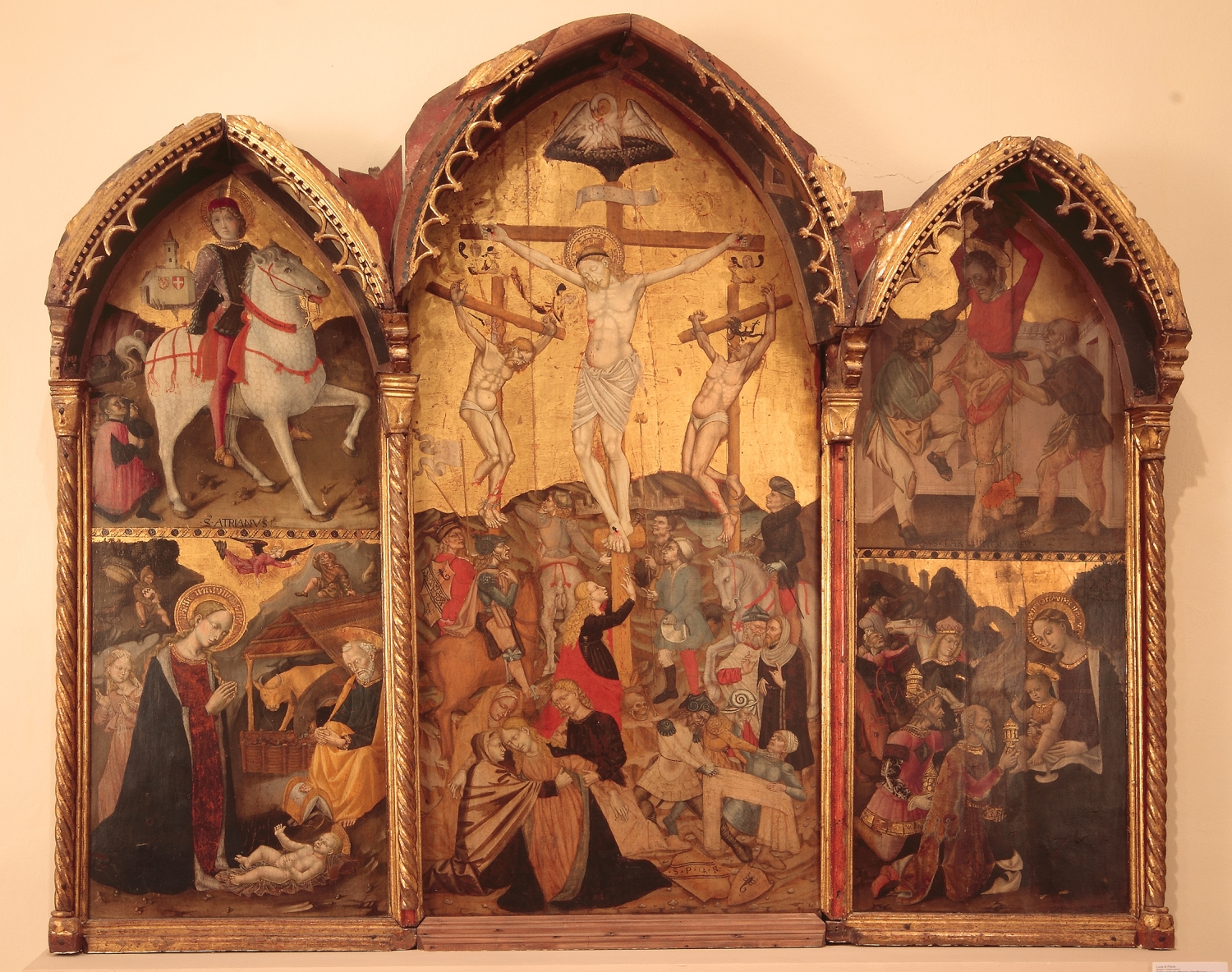
Triptyque de la Crucifixion, Museo Piersanti de Matelica.
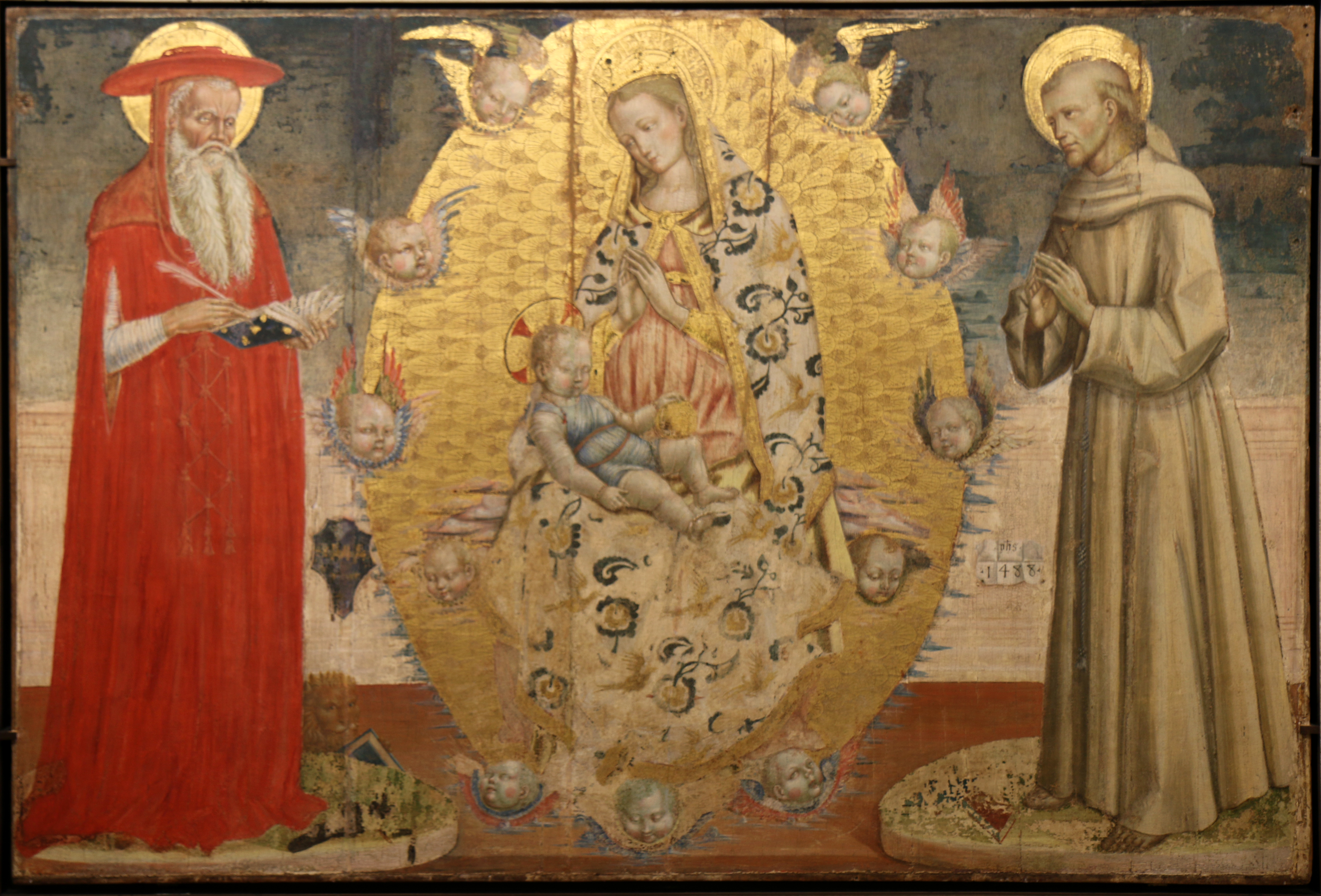
Vierge à l’Enfant à Avignon.

## Liens
- Peintres nés dans les Marches